# Tucans
Els tucans són un grup d'ocells que formen la família dels ramfàstids (Ramphastidae) o bé una subfamília dins ella, la dels ramfastins (Ramphastinae), depenent de l'autor. Sempre dins l'ordre dels piciformes. Habiten a les selves de l'àrea Neotropical, mancant de les Antilles. Llur element més característic és el gran bec, sovint molt acolorit, d'una estructura pràcticament buida, amb una lleugera capa còrnia externa.
Tucà prové del tupi-guarani, on tu-can significa "aleteig fort".

## Morfologia
Els tucans varien en grandària des de l'aracari de bec ratllat (Pteroglossus inscriptus), que fa uns 130 g i 29 cm, fins al tucà toco (Ramphastos toco), que fa uns 680 g i 63 cm. Els seus cossos són curts i compactes. La cua és arrodonida i varia de llargada des de la meitat fins a tota la longitud del cos. El coll és curt i gruixut. Les ales són de longitud mitjana i arrodonides, normalment amb la mateixa envergadura que mesura el bec a la cua de l'ocell. Les potes i els peus del tucà són forts i força curts, amb peus de zigodàctil (dos dits cap endavant i dos cap enrere), típics dels animals que s'enfilen als arbres.
El plomatge pot ser molt acolorit i contrastat, amb colors negre amb roig, groc, blanc, verd i altres combinacions. Es comuniquen mitjançant vocalitzacions consistents en grells, lladrucs, espetecs i crits aguts.
El bec dels tucans està fet de ceratina, un material poròs i lleuger però d'una gran resistència. A més, aquest serveix al tucà com a element termoregulador. Tret del bec, que és una mica més gros als mascles que a les femelles, no existeix dimorfisme sexual –a excepció del gènere Selenidera.
La llengua del tucà és llarga (fins a 15 cm), estreta, grisa i únicament esquinçada a cada costat, augmentant la seva sensibilitat com a òrgan de degustació. El seu sistema digestiu és extremadament curt, la qual cosa explica la seva base dietètica, ja que les fruites són fàcilment digeribles i absorbides pel tracte gastrointestinal.
Un complex estructural probablement exclusiu dels tucans implica la modificació de diverses vèrtebres de la cua. Les tres vèrtebres posteriors es fusionen i s'uneixen a la columna vertebral mitjançant una articulació esférica. Per això, els tucans poden girar la cua cap endavant fins que toqui el seu cap. Enfilats a la branca, dormen amb la cua elevada i cobrint-se el cap, que es manté de cara a l'esquena.

## Conservació, reproducció i dieta
Nien en cavitats naturals o fetes per altres ocells, als arbres, on ponen 2 - 4 ous blancs, que coven els dos pares durant 15 – 18 dies. Al nàixer, els pollets estan cecs i completament nus. Són alimentats per ambdós progenitors i romanen al niu més de 40 dies. Els pares poden alimentar els pollets fins a sis setmanes o més després de sortir del niu.
El bec dels tucans té una part lleugerament serrada, motiu pel qual antigament es creia que eren piscívors. La realitat és que aquests ocells són principalment frugívors, tot i que també mengen alguns insectes, altres invertebrats, petits rèptils, ous i pollets d'altres ocells. Els seus depredador habituals són el jaguar (Panthera onca), el coatí i determinades espècies de serps i aus rapinyaires.
El major risc que tenen els tucans a curt termini és la reducció del seu habitat, causada per la desforestació. Com succeeix amb diverses aus exòtiques, també es veuen afectats per la caça furtiva i tràfic il·legal.

## Distribució i socialització
Els tucans són originaris del Neotròpic, des del sud de Mèxic, passant per Amèrica Central, fins a Amèrica del Sud, al nord d'Argentina. Viuen majoritàriament en terres baixes, però les espècies de muntanya del gènere Andigena habiten a gran altitud als Andes, en un clima més temperat.
En la seva majoria, els tucans viuen en boscos primaris. Entraran als boscos secundaris per alimentar-se, però es limiten als boscos amb grans arbres vells que tenen forats prou grans per reproduir-se. L'únic tucà viu no forestal és el tucà toco, que es troba en biomes de sabana i boscos oberts.
Els tucans són molt socials i la majoria de les espècies es troben en bandades que superen d'entre mitja dotzena i una vintena d'unitats. No tenen hàbits migratoris, sinó que es desplacen dintre d'una mateixa àrea seguint l'estacionalitat de la fructificació dels arbres. Aquesta limitació a l'hora de desplaçar-se –en especial, sobre grans masses d'aigua– explica, per exemple, que no hagin arribat a les Índies Occidentals.

## Classificació
Antany tots els ocells coneguts com a barbuts eren inclosos dins la família Capitonidae (Short & Horne 2002). No obstant això, avui es considera que era un grup parafilètic i es va reservar aquesta família per als barbuts d'Amèrica. Els barbuts d'Àfrica es van classificar a la família Lybiidae i els d'Àsia als Megalaimidae. Els dos tucans-barbuts d'Amèrica (gènere Semnornis) es van incloure als Semnornithidae, família més propera als tucans que no pas a la resta de barbuts. Molts especialistes consideren que l'estreta relació entre els tucans i els barbuts americans justificaria la inclusió de tots ells a una única família, i de fet la classificació del Congrés Ornitològic Internacional (versió 2.4, 2010) inclou en una mateixa família (Ramphastidae) els barbuts americans, els tucans-barbuts i els tucans. En aquest cas, els tucans formarien la subfamília Ramphastinae, amb 5 gèneres i 47 espècies.
- Gènere Aulacorhynchus, amb 14 espècies.
- Gènere Pteroglossus, amb 14 espècies, incloent-hi Baillonius.
- Gènere Selenidera, amb 6 espècies.
- Gènere Andigena, amb 4 espècies.
- Gènere Ramphastos, amb 11 espècies.

| Gènere         | Espècies |
| -------------- | --- |
| Aulacorhynchus | - Aulacorhynchus wagleri - Aulacorhynchus prasinus - Aulacorhynchus caeruleogularis - Aulacorhynchus cognatus - Aulacorhynchus lautus - Aulacorhynchus griseigularis - Aulacorhynchus albivitta - Aulacorhynchus atrogularis - Aulacorhynchus whitelianus - Aulacorhynchus sulcatus - Aulacorhynchus derbianus - Aulacorhynchus haematopygus - Aulacorhynchus huallagae - Aulacorhynchus coeruleicinctis |
| Pteroglossus   | - Pteroglossus inscriptus - Pteroglossus viridis - Pteroglossus bitorquatus - Pteroglossus azara - Pteroglossus mariae - Pteroglossus castanotis - Pteroglossus aracari - Pteroglossus torquatus - Pteroglossus frantzii - Pteroglossus sanguineus - Pteroglossus erythropygius - Pteroglossus pluricinctus - Pteroglossus beauharnaesii - Pteroglossus bailloni - antigament Baillonius bailloni        |

| Gènere     | Espècies |
| ---------- | --- |
| Selenidera | - Selenidera spectabilis - Selenidera reinwardtii - Selenidera nattereri - Selenidera culik - Selenidera maculirostris - Selenidera gouldii |
| Andigena   | - Andigena laminirostris - Andigena hypoglauca - Andigena cucullata - Andigena nigrirostris |
| Ramphastos | - Ramphastos ambiguus - Ramphastos ariel - Ramphastos brevis - Ramphastos citrolaemus - Ramphastos culminatus - Ramphastos cuvieri - Ramphastos dicolorus - Ramphastos sulfuratus - Ramphastos toco - Ramphastos tucanus - Ramphastos vitellinus |